# Revuelta del conde de Urgel
La revuelta del conde de Urgel (en catalán: Revolta del comte d'Urgell) fue un levantamiento militar dirigido por Jaime II de Urgel contra el rey Fernando I de Aragón, en junio de 1413, fruto del desacuerdo con el resultado del Compromiso de Caspe, al que Jaime se presentó como candidato para suceder al rey de Aragón Martín I el Humano, en el que la decisión final de los compromisarios, hecha pública el 28 de junio del año anterior, no le fue favorable. El movimiento que la apoyó es conocido como urgelismo.
Los escenarios de la sublevación fueron las cercanías de Huesca, con el castillo de Loarre como plaza principal defendida por Antón de Luna; los alrededores de Buñol, fortaleza perteneciente al conde de Urgel y Balaguer, la capital de su condado.
El levantamiento armado, que solo conoció episodios aislados, fue sofocado en sus bases, poniendo sitio a estos tres enclaves, sin que las tropas sublevadas pudieran conectarse ni generar adhesiones de importancia, al contrario de lo que el conde de Urgel esperaba; el intento inicial de Jaime de Urgel de poner sitio a Lérida desde su base en Balaguer a fines de junio de 1413 fue rechazado en pocos días. No llegó a poner en peligro al monarca ni se produjeron desórdenes sociales de entidad entre la población. Debido a la escasa adhesión de la nobleza (el único estamento del que la causa del conde podía esperar apoyos) y mediante las tropas convocadas por los reinos y el principado de la Corona de Aragón, la rebelión fue sofocada el 31 de octubre, cuando Jaime II rindió la fortaleza y fue capturado.

## Antecedentes
El rey de Aragón Martín I el Humano tenía una gran consideración por Jaime II de Urgel, a quien propuso en enero de 1407 nombrarle gobernador y virrey de Valencia, pero Jaime no contestó ni fue a Valencia. Tras la muerte de su padre Pedro II de Urgel, le ofrece la lugartenencia del reino de Aragón el 15 de junio de 1408, cargo que acepta el 22 de septiembre. Tras la muerte del heredero real Martín el Joven el 25 de julio de 1409, Jaime es nombrado Gobernador General de la Corona de Aragón el 5 de agosto de ese año, puesto que solía ostentar el primogénito real. Poco antes de morir, el 17 de mayo de 1410 el rey Martín revocó el nombramiento de Jaime debido a los disturbios que provocó en Zaragoza, donde introdujo tropas armadas, entre las que destacaba el contingente de Antón de Luna, y se enfrentó al gobernador de Aragón Gil Ruiz de Lihorí, al Justicia Mayor de dicho reino Juan Jiménez Cerdán y al arzobispo García Fernández de Heredia. El rey murió sin dejar nombrado sucesor. Estos acontecimientos desembocaron en la Concordia de Alcañiz y el Compromiso de Caspe, una reunión de representantes de la Corona de Aragón para elegir al nuevo rey.
El resultado instaló en el trono al candidato Fernando de Antequera. A pesar de que Jaime creía que sus derechos eran preeminentes, una vez que había sido establecido que la transmisión de la sucesión regia era legítima por la vía femenina, la cuestión se simplificaba en comparar el grado de consanguinidad de los pretendientes con Martín I de Aragón. Según esto Fernando de Antequera tenía un parentesco de tercer grado, Luis de Anjou de cuarto y Jaime II de quinto. Además el conde de Urgel no había sabido administrar las oportunidades políticas que le había facilitado el rey Martín. El asesinato del arzobispo de Zaragoza por partidarios de Antón de Luna, con la idea de disolver la oposición, le hizo perder muchos seguidores. En todo caso, no tuvo el apoyo de la nobleza catalana, sino solo una parte de esta durante todo el periodo del Interregno. No se deben focalizar en Cataluña las aspiraciones de Jaime II de Urgel, que tenía aliados en la alta nobleza de Aragón (como los Luna) y de Valencia (como los Vilaragut). Los escenarios de su revuelta fueron el norte de Aragón (feudo tradicional de Antón de Luna), Balaguer en el condado de Urgel (perteneciente a su casa solar) y Buñol en Valencia, un señorío suyo. Finalmente Fernando de Antequera fue elegido por los compromisarios de Caspe y proclamado como rey de Aragón el 28 de junio de 1412.

## La preparación

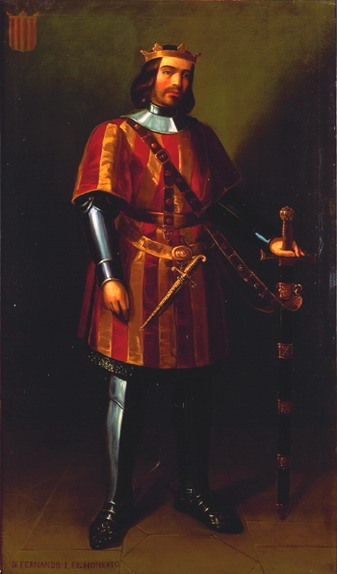
Retrato imaginario de Fernando I de Aragón, de Manuel Aguirre y Monsalbe. c. 1851-1854. (Diputación Provincial de Zaragoza).

Fernando I y sus consejeros tuvieron un trato de favor con Jaime II de Urgel que se concretó en concesiones territoriales y económicas para él, su mujer la infanta Isabel y su madre Margarita de Montferrat. Sin embargo, la instigación de algunos consejeros y nobles fieles, como el aragonés Antón de Luna, le animó a sublevarse en mayo de 1413 contra el rey con el apoyo de mercenarios ingleses y gascones, que luchaban en la guerra de los Cien Años, mientras se desarrollaban en Barcelona las Cortes de 1413, según cuenta en sus Anales (1562-1580) Jerónimo Zurita contando con el apoyo de Tomás de Clarencia, hijo del rey de Inglaterra, quien ofreció mil caballeros y tres mil arqueros, a cambio del Reino de Sicilia, que se garantizaría con la boda con una de las hermanas de Jaime de Urgel.
Sublevar el interior del país mientras en Barcelona se habían reunido los notables de todo el principado presididos por el monarca resultó ser un error. Los diputados, asustados por las noticias de una revuelta en el campo y sin ganas de volver a una situación de incertidumbre política que ya había durado dos años, corrieron a cerrar filas con lo que, a pesar de todo, era el nuevo rey reconocido por todo el mundo. Fernando, con más habilidad política, había obtenido apoyo de los notables y las Cortes. Consiguió también el aval del Reino de Castilla y el Reino de Francia, aunque durante el Interregno esta última había apoyado siempre a Luis de Anjou, nieto de Juan I de Aragón y Violante de Bar, e hijo de Luis II, duque de la dinastía angevina.
Además Jaime II de Urgel no contó en Cataluña con los apoyos que esperaba, y sí con gran oposición. No le secundaron las ciudades y las villas del Principado, y fueron escasos los partidarios que tuvo en el estamento eclesiástico; entre la nobleza, tampoco fueron muchos sus seguidores (y ni siguiera desplegaron toda la fuerza de que eran capaces en su favor), además de que concitó el rechazo de muchos de los nobles catalanes. Tampoco consiguió que la Generalidad le otorgara su confianza, ni que se rechazara el dictamen de Caspe, aceptado unánimemente por todas las élites de la Corona de Aragón. Solo lucharon por sus pretensiones sus vasallos y sus más firmes valedores, como Antón de Luna, que había ejecutado el plan de dar muerte al arzobispo de Zaragoza.

## La revuelta
Al conocer la noticia de la proclamación de Fernando de Antequera como rey de Aragón, Jaime II de Urgel se mostró incrédulo, y se refugió en su castillo de Balaguer sin querer acudir a las Cortes de Aragón que iban a reunirse en Zaragoza a partir del 25 de agosto de 1412 con objeto de que el rey jurara los Fueros de Aragón ante las Cortes del reino con testigos representantes de toda la Corona (el arzobispo de Cagliari, el conde de Cardona —urgelista destacado antes de la proclamación del nuevo rey— o Ramón Fivaller) pese a que había sido invitado el primero a esta solemne reunión.
En dichas Cortes, recíprocamente, todos los presentes debían prestar homenaje de fidelidad al rey, además de hacerlo con el heredero Alfonso, futuro rey Magnánimo; con su actitud, el conde de Urgel eludía jurar vasallaje al monarca. A pesar de todo Fernando I le ofreció una compensación económica de 150 000 florines de oro en concepto de gastos ocasionados por la defensa de sus aspiraciones al trono, además del condado de Montblanch y rentas para él, su mujer y su madre, más el perdón para sus partidarios exceptuando aquellos que habían sido condenados por el asesinato del arzobispo de Zaragoza.
Unos meses más tarde, Jaime de Urgel emprendió la rebelión armada contra el rey. A esas alturas del reinado de Fernando, cuando ya había sido aceptado por casi todos, esa decisión es calificada por Vicens Vives como una revuelta estéril y por Santiago y Sobrequés como «fora de temps», ya que Fernando I representaba la constitucionalidad, el orden y la paz pública y el conde de Urgel alteraba todo ello con su rebelión. El papa Benedicto XIII, con amplia influencia en la región, llegó a darle el título de cruzada a la guerra contra Jaime II.

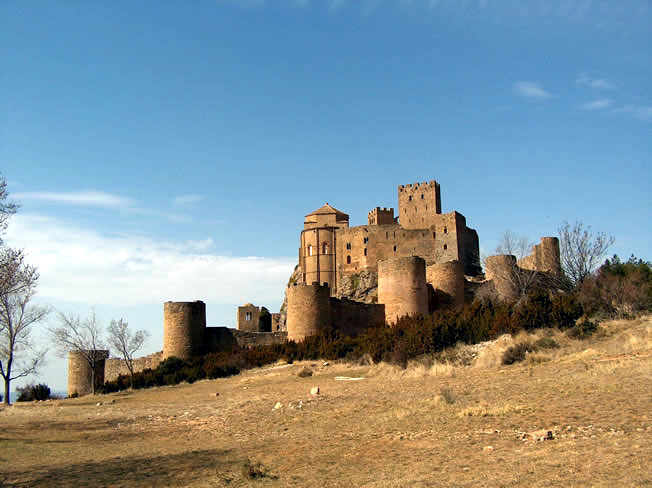
El castillo de Loarre, base principal de las operaciones militares de Antón de Luna, uno de los apoyos más importantes de Jaime II de Urgel en su rebelión, fue la última fortaleza en rendirse en la revuelta del conde de Urgel.

En mayo de 1413, Antón de Luna comienza las operaciones apoderándose por sorpresa de los castillos de Trasmoz y Montearagón. Disponía del castillo de Loarre, desde donde quinientos caballeros y algunas compañías de arqueros mercenarios de Basilio de Génova y Menaut de Favars reclutados entre las tropas gasconas que apoyaban los intereses en esta región del rey de Inglaterra, protagonizaron episodios militares aislados al norte de Huesca.
Según cuenta Jerónimo Zurita (1580) algunos de los mercenarios gascones que engrosaban el contingente del conde de Luna abandonaron la lucha por circunstancias históricas y por estimar que no había posibilidades de victoria ya que la muerte de Enrique IV de Inglaterra hizo que su hijo Enrique fuera coronado en marzo de 1413, con lo que Tomás de Clarencia volvió a Inglaterra con Menaut de Favars y sus hombres con motivo de la coronación, y dejaron sus tropas en Burdeos y Aix. Sin embargo Canellas López (1956) señala que fueron las acciones militares contra las tropas mercenarias que apoyaron al conde de Urgel en el Pirineo aragonés las que obligaron a los gascones a retirarse a sus bases. En todo caso, el rey Fernando envió a sus tropas reunidas en Zaragoza contra los focos rebeldes, recuperó Montearagón y bloqueó a Antón de Luna en su castillo de Loarre.
En Valencia, los urgelistas solo se sublevaron en Buñol, que era un señorío de Jaime II, donde fueron sitiados. El ejército del rey, al mando de Joan Escrivà (que ocupaba la lugartenencia de la gobernación de la ciudad de Valencia) y gracias al aporte del gobierno de Valencia, que decidió mandar artillería y cien ballesteros entre otros recursos militares para «reducir la rebelión a obediencia», logró la capitulación de la fortaleza antes del 19 de julio.
El 27 de junio de 1413, Jaime fracasó ante Lérida, mismo día en el que las Cortes catalanas decretaban la confiscación de todos sus bienes; y posteriormente su ejército fue vencido el 10 de julio, que le imposibilitó reunir los ejércitos del Urgel y de Aragón en Alcolea de Cinca, y las fuerzas del Reino de Valencia tras la derrota del año anterior en la batalla de Morvedre.
El conde tuvo que retirarse a Balaguer esperando la intervención inglesa, a lo cual el rey Fernando respondió saliendo de Barcelona el 26 de julio, y organizando un asedio en julio de 1413 con seis bombardas de gran calibre y tres fundíbulos, contando con el apoyo de tropas de todos los territorios de la Corona; por ejemplo, consta que desde Valencia se envió un contingente de aproximadamente 500 hombres armados y a caballo, al mando de Alfonso de Gandía el Joven, Bernardo de Centelles y Pero Maça de Liçana a cargo de la Diputación General del Reino o Generalidad Valenciana con la unanimidad de sus tres estamentos. El asedio de Balaguer terminó con la rendición del conde al rey el 31 de octubre y la entrada de Fernando I en la plaza fuerte el 5 de noviembre de 1413. El castillo de Loarre cayó a finales de ese año, dándose por sofocada la revuelta.

## El final
Procesado y condenado a muerte por traición, conmutado por prisión perpetua, todos sus bienes fueron confiscados y malvendidos, así como los de la familia y su hermana Leonor de Urgel. Ordenó derribar el Castillo Formós en Balaguer, que era el palacio condal y símbolo de la resistencia. Margarita de Montferrat y algunas de sus hijas fueron encontradas culpables por suscitar un levantamiento contra el rey y alentar preparativos para su asesinato, por lo que estuvieron recluidas en Cullera (1414-1415). Jaime fue encarcelado y así comenzaría un largo destierro, que pasó por el castillo de Urueña (1414-1420), Mora (1420-1422), Alcázar de Madrid (1422-1424), Castro Torafe, Zamora (1424-1426), Teruel y finalmente en Játiva (1426-1433), en una reclusión más digna a instancias de Alfonso V el Magnánimo, hijo de Fernando I, donde murió el 1 de junio de 1433.